# Cephalaspidea
De Cephalaspidea zijn een orde van weekdieren (Mollusca) die behoren tot de slakken (Gastropoda).

## Taxonomie
De volgende superfamilies zijn bij de orde ingedeeld:
- Bulloidea Gray, 1827
- Cylichnoidea H. Adams & A. Adams, 1854
- Haminoeoidea Pilsbry, 1895
- Newnesioidea Moles, Wägele, Schrödl & Avila, 2017
- Philinoidea Gray, (1850) 1815

### Synoniem
- Diaphanoidea Odhner, 1914 (1857) => Cylichnoidea H. Adams & A. Adams, 1854